# Damien Magee
Damien Magee (Belfast, 17 de novembro de 1945) é um ex-automobilista britânico nascido na Irlanda do Norte.